# Poppo von Passau
Poppo von Passau war Bischof von Passau von 1204 bis 1206.
Poppo war vor seiner Amtsübernahme Dompropst von Aquileja. Seine Wahl verdankte er seinem Vorgänger Wolfger.